# Utah Jazz 2002-2003
La stagione 2002-03 degli Utah Jazz fu la 29ª nella NBA per la franchigia.
Gli Utah Jazz arrivarono quarti nella Midwest Division della Western Conference con un record di 47-35. Nei play-off persero il primo turno con i Sacramento Kings (4-1).

## Roster
| N° | Naz.                   | Ruolo | Sportivo          | Anno | Alt. | Peso |
| -- | ---------------------- | ----- | ----------------- | ---- | ---- | ---- |
| 00 | Stati Uniti (bandiera) | C     | Greg Ostertag     | 1973 | 218  | 127  |
| 2  | Stati Uniti (bandiera) | G     | DeShawn Stevenson | 1981 | 196  | 95   |
| 12 | Stati Uniti (bandiera) | G     | John Stockton     | 1962 | 185  | 77   |
| 13 | Stati Uniti (bandiera) | G     | Mark Jackson      | 1965 | 185  | 82   |
| 15 | Stati Uniti (bandiera) | A     | Matt Harpring     | 1976 | 201  | 105  |
| 26 | Regno Unito (bandiera) | AC    | John Amaechi      | 1970 | 208  | 122  |
| 30 | Porto Rico (bandiera)  | G     | Carlos Arroyo     | 1979 | 188  | 92   |
| 31 | Stati Uniti (bandiera) | AC    | Jarron Collins    | 1978 | 211  | 116  |
| 32 | Stati Uniti (bandiera) | A     | Karl Malone       | 1963 | 206  | 113  |
| 34 | Stati Uniti (bandiera) | A     | Scott Padgett     | 1976 | 206  | 109  |
| 40 | Stati Uniti (bandiera) | GA    | Calbert Cheaney   | 1971 | 201  | 95   |
| 44 | Stati Uniti (bandiera) | A     | Tony Massenburg   | 1967 | 206  | 100  |
| 47 | Russia (bandiera)      | A     | Andrej Kirilenko  | 1981 | 206  | 100  |

## Staff tecnico
- Allenatore: Jerry Sloan
- Vice-allenatori: Gordon Chiesa, Phil Johnson, Kenny Natt
- Vice-allenatore per lo sviluppo dei giocatori: Mark McKown